# Deső Bernát
Deső Bernát (Dezső Bernát) (Üreg, 1731. január 15. – Modor, 1773. december 25.) teológiai doktor, bencés szerzetes.

## Élete
1750-ben a bencés rendbe lépett és 1752. október 15. tett fogadalmat. 1756. augusztus 24. pappá szentelték. Több rendházban szolgált: 1761-től 1765-ig a szentmártoni főiskolán a dogmatika és az egyházjog tanára. Sajgó főapáttal szembeni mozgalom vezetője; később Tihanyba száműzték. 1772. július 17-én avatták Pannonhalmán a hittudományi és egyben bölcseleti doktorrá (Vezerics Dáviddal és Novák Krizosztommal együtt). Mint a modori rendház főnöke hunyt el.

## Művei
- Lojola szent Ignácznak Jesus társasága alkotójának dicsérete, melyet azon szentnek ünnepe alkalmatosságával Rév-Komáromban a rettenetes földindulás után a tiszt. pater Jesuiták fatemplomában élő nyelvel mondott. Nagyszomat, 1764
- A keresztény oktatás tudománya és a teljes Szent-Háromság egy Isten ismerete. Győr, 1765
- Dicsőséges sz. Calasanctius Józsefnek, az ahétatos oskolák szerzete alkotójának, nagyérdemű jóságairól sommás beszéd, Kalocsa. 1769

Több munkája kéziratban maradt.